# Highland
För andra betydelser, se Highland (olika betydelser).
Highland  (skotsk gaeliska: A' Ghàidhealtachd [kɛːəlˠ̪t̪əxk]) är den största kommunen (council area) i Skottland. Kommunen gränsar mot Perth and Kinross, Moray och Argyll and Bute. Som namnet antyder täcker Highland en stor del av det skotska höglandet – resten av detta område utgörs av de kommuner som Highland gränsar till, samt Angus och Stirling.
Regionen täcker stora delar av de traditionella grevskapen Inverness-shire, Ross-shire och Cromartyshire samt hela Sutherland, Nairnshire och Caithness och en mindre del av den nordvästliga delen av Argyllshire.
Highland upprättades som en region år 1975 och hade då åtta distrikt. Vid kommunreformen 1996 ombildades regionen till en kommun och distrikten avskaffades. Hela kommunen har sedan dess administrerats från huvudorten Inverness. På grund av kommunens storlek infördes kommundelsnämnder (area committees) baserat på de tidigare distriktsgränserna.
Medan kommunen är den största till ytan, omkring fyra gånger så stor som den näst största, har den en befolkningstäthet på endast 9 invånare per kvadratkilometer. Stora delar av kommunen är obebodda eller har mycket gles bebyggelse.

## Orter
- Alness, Altnaharra, Aviemore
- Back of Keppoch, Ballachulish
- Castletown, Cromarty
- Dalwhinnie, Dingwall, Dornoch, Dunnet, Durness
- Fort Augustus, Fortrose, Fort William
- Glencoe, Golspie, Glenfinnan
- Helmsdale
- Invergordon, Inverness
- John o' Groats
- Kingussie, Kinlochbervie, Kinlochleven, Kyle of Lochalsh
- Mallaig
- Nairn, Newtonmore, North Ballachulish
- Plockton
- Shieldaig, South Ballachulish
- Tain, Thurso, Tobermory, Tongue, Torridon
- Ullapool
- Wick